# Combate de Huite
El Combate de Huite o “Acción de Tubildad” fue un enfrentamiento menor durante la guerra hispano-sudamericana en el contexto de la segunda expedición a Chiloé, en la cual se enfrentaron tropas del Ejército de Chile comandadas por el mayor Jorge Wood, y los buques españoles Blanca y Numancia mandados por el almirante Casto Méndez Núñez en la costa oriental de Chiloé.

## Antecedentes.
El rechazo chileno de las propuestas de paz motivó una segunda expedición de la escuadra española del Pacífico a Chiloé, donde se encontraba apostada la escuadra aliada y donde se había desarrollado el Combate de Abtao sin resultados concluyentes. El almirante Méndez Núñez zarpó de Valparaíso el 17 de febrero de 1866 con la Blanca y la Numancia convencido de poder revertir el resultado de Abtao con su buque insignia destruyendo de una vez a la escuadra aliada. esta se encontraba en su fondeadero de Huito, haciendo preparativos en el evento de encontrarse con sus adversarios en estrategia similar a la vista en Abtao.
Así, logra entrar a fines de febrero en los canales australes y fondean para reposar en el pequeño estero de Huite o Tubildad en la costa oriental de Chiloé (42º ), al amparo de un pequeño cerro. Allí, el mayor Jorge Wood del Batallón N.º 4 de Ancud secundado por los capitanes José María Bustamante y Ramón Prado, había montado un pequeño campamento de unos 200 hombres en espera de un desembarco español. Durante la madrugada del 2 de marzo, tomaron posiciones los grupos a cargo de cada capitán en varias partes del cerro desde donde se podía ver la Blanca.

## El enfrentamiento
El mayor Jorge Wood ordenó al capitán Bustamante apostarse en la cima del morro con sus hombres, mientras él mismo y el capitán Prado se posicionaban al pie del promontorio. La señal convenida era la diana de los buques, la cual señalaba la salida de las tripulaciones a cubierta para su revista y las dejaría a tiro de fusil, a la distancia de unos sesenta metros.
Aprovechando que la tripulación de la Blanca pasaba revista, el mayor Wood dio la orden de ataque. Totalmente sorprendidos, los españoles en cubierta sólo atinaron a despejar la cubierta, bajar los entrepuentes y responder el fuego, respuesta que fue totalmente ineficaz dadas las buenas posiciones chilenas y por estar demasiado cerca los buques como para usar los cañones. La Numancia no podía ayudar por estar su compañera bajo la línea de fuego, lo que habría significado exponerse al ataque también, pero envió varios botes con hombres a la Blanca para cooperar en su defensa, además de enviar un bote con marinería armada a desalojar de sus posiciones a los tiradores.
Ante el graneado fuego, tanto los botes de desembarco y los de ayuda como los buques retrocedieron alejándose del cerro y el intento de desembarco fue rechazado. Durante el enfrentamiento, el mayor Wood debió ordenar, debido al fuego que venía de los buques españoles, romper las posiciones originales de sus tropas en el cerro y dispersarse en grupos al mando de los capitanes Bustamante y Prado para aprovechar el terreno.
El combate, según el parte oficial, duró alrededor de dos horas. Aunque los buques lograron en un momento alejarse lo suficiente como para hacer fuego sobre los atacantes, de todas maneras este fue ineficaz y los chilenos no sufrieron baja alguna más que algunos daños materiales sobre un pequeño cuartel que las tropas chilenas usaban en Huite y que estaba en reparación. Méndez Núñez ante la situación, ordenó la retirada de las naves hacia un fondeadero más seguro, cerca de Calbuco.

## Consecuencias.
Los buques españoles se retiraron a un lugar más seguro y prosiguieron la expedición, para encontrar a la escuadra aliada apostada en la ensenada de Huito. Luego de desistir en atacar en ese lugar, se dirigieron a Valparaíso donde ocurriría el posterior bombardeo del 31 de marzo.
Los chilenos no sufrieron bajas, y sólo resultó cañoneado el pequeño cuartel de Huite por los buques cuando salieron de la ensenada. Los españoles según su parte oficial no tuvieron baja alguna, aunque el mayor Wood mencionó en su parte haber causado varias a la tripulación, lo cual es materia de controversia.

## Curiosidades
Un par de horas antes del enfrentamiento, un anciano chilote de nombre Mateo Lectuma se había encontrado con un bote de ronda español, el que lo condujo a los barcos. El anciano había llegado a advertirle presuroso a los españoles que no se acercaran a la costa, ya que había tropas chilenas apostadas en el cerro de Huite:
"Del Diario de la campaña de Pardo de Figueroa.- 2 dé marzo de 1866 (Chiloé). A las tres de la madrugada llegó el bote de ronda conduciendo a un anciano chilote (natural de Chiloé), el cual dijo que por su amor al rei de España i su cariño a los españoles, se esponia a perder la vida para anunciarnos que no bajasemos a tierra, pues nos esperaban 200 chilenos armados escondidos entre los árboles, que tirarían sobre nosotros si poníamos el pié en la playa. Su aviso fué cierto i nos aprovechó. Este es buen chilote de mas de 60 años que se acordaba de los buenos tiempos del rei i suspiraba por que volvieran. Sabia leer i escribir, enseñado por sacerdotes españoles. Dijímosle que en España habia reina, i que el rei de que hablaba se murió. Le enseñamos una fotografía de S.M., i al verla dijo : "Dios la bendiga a la niña, que ya debe tener hijos a quienes Dios bendiga." Yo creo que pocas bendiciones habrá recibido la reina tan sencillas i tan de corazón como las del chilote Mateo Lectuma, que así se llamaba. Lo mismo que piensa este piensan todos los naturales de Chiloé.” 
A escasos 40 años de la Conquista de Chiloé, se podía apreciar una clara muestra de fidelismo a la Corona Española. En todo caso, aunque la advertencia fue provechosa para los españoles, aun así no lograron evitar ser tiroteados en la mañana por las fuerzas chilenas y las enfrentaron de igual forma.